# Die gekaufte Prüfung
Die gekaufte Prüfung ist ein Hörspiel von Günter Eich, das am 20. Dezember 1950 unter der Regie von Fritz Schröder-Jahn im NWDR gesendet wurde. Am 18. März 1952 brachte der SWF eine Neuproduktion (Regie: Gerd Beermann).
Verzeihliche Sünden im Überlebenskampf nach dem Kriege werden von einem Autor aufs Korn genommen, der Kategorien wie „Gewissen, Pflicht, Wahrheit und Ehre“ nicht auf die leichte Schulter nehmen möchte. 

## Inhalt
Anfang 1948 in Westdeutschland: Der Gymnasiast Fritz Weber schachert auf dem Schwarzmarkt wesentlich erfolgreicher als er auf dem Gymnasium für das bevorstehende Abitur lernt. So will er sich das Abitur bei seinen beiden Lehrern kaufen. Mit Studienrat Dr. Balfrin kommt er rasch ins Geschäft. Für fünf Kilogramm Bohnenkaffee, fünf Kilogramm Fett und ein paar Päckchen Amizigaretten lässt sich der Lehrer ohne Weiteres bestechen. Allerdings Studienrat Dr. Martin Wolburg, der andere Lehrer, erweist sich zunächst als harter Brocken. Frau Luise Wolburg hält jedoch dem Gatten vor, der ehrenhafte Widerstand ließe die drei gemeinsamen Kinder hungern. Dr. Wolburg gibt klein bei. Zehn Kilogramm Lebensmittel sind der Preis für die Lieferung von Informationen, die Fritz Weber die Hürde Abitur doch noch passieren lassen.
Nach der Währungsreform – keiner im Lande, der arbeitet, muss noch hungern – plagt Wolburg das Gewissen so sehr, dass er sich selbst bezichtigen will. Balfrin, inzwischen zum Direktor des Gymnasiums aufgestiegen, möchte davon überhaupt nichts wissen. Der Direktor erhält von Kollegen Wolburg einen Tag Bedenkzeit und bittet Fritz Webers Mutter um eine Unterredung mit dem störrischen Wolburg. Das laufende Studium des Sohnes dürfe doch nicht gefährdet werden. Wolburg wird von der besorgten Mutter aufgesucht und vertröstet die Frau nach ihrem Vortrag auf den nächsten Tag. Damit endet das Hörstück nach dem Willen Günter Eichs ohne Lösung. Der Hörer muss das Ende selbst finden.
Der produzierenden Rundfunkanstalt gelang es dennoch, dem Hörer sich zwischen drei Lösungen entscheiden zu lassen. Eichs schließlich doch noch widerwillig-missmutig gelieferte Version soll die unten letztgenannte gewesen sein. Die ersten beiden Lösungen stammen von anderen Autoren.
- Balfrin wird von Wolburg zur schriftlichen Meldung an die vorgesetzte Behörde genötigt.[5]
- Wolburg hört auf seinen Direktor Balfrin und auf seine Gattin Luise. Die Geschichte verläuft im Sande. Wolburg will sein Gewissen reinwaschen. Gutes im Stillen tun ist die Devise.[6]
- Wolburg begeht Suizid.[7]

## Ursendung
20. Dezember 1950 im NWDR, Regie Fritz Schröder-Jahn. Es sprachen Gerd Martienzen den Fritz Weber, Hans Paetsch den Balfrin, Eduard Marks den Wolburg, Annemarie Schradiek die Frau Wolburg und Lotte Klein die Frau Weber (Fritzens Mutter).

## Selbstzeugnis
Am 21. Februar 1950 in einem Schreiben an Erhard Göpel: „Das Hörspiel für München ist fertig, - meiner Ansicht nach völlig mißlungen.“

## Rezeption
- Günter Eich habe im Jahr 1949 bekannt gewordene Bestechungen bei Diplomprüfungen an der Universität Hamburg frei verarbeitet.[10]
- Der Autor setze sich mit der „Nachkriegsrealität“ auseinander.[11]
- Details und auch Hinweise auf Rezensionen zu dem Hörstück finden sich bei Wagner.[12]

### Verwendete Ausgabe
- Günter Eich: Die gekaufte Prüfung (1950). S. 269–302 in: Karl Karst (Hrsg.): Günter Eich. Die Hörspiele I. in: Gesammelte Werke in vier Bänden. Revidierte Ausgabe. Band II. Suhrkamp, Frankfurt am Main 1991, ohne ISBN

### Sekundärliteratur
- Michael Oppermann: Innere und äußere Wirklichkeit im Hörspielwerk Günter Eichs. Diss. Universität Hamburg 1989, Verlag Reinhard Fischer, München 1990, ISBN 3-88927-070-0
- Wilfried Barner (Hrsg.): Geschichte der deutschen Literatur. Band 12: Geschichte der deutschen Literatur von 1945 bis zur Gegenwart. C. H. Beck, München 1994,
ISBN 3-406-38660-1
- Hans-Ulrich Wagner: Günter Eich und der Rundfunk. Essay und Dokumentation. Verlag für Berlin-Brandenburg, Potsdam 1999, ISBN 3-932981-46-4 (Veröffentlichungen des Deutschen Rundfunkarchivs; Bd. 27)
- Axel Vieregg: Spiel und Ernst bei Günter Eich. Zur Vorgeschichte eines Spannungsfeldes In: Peter Walther (Hrsg.): Günter Eich 1907–1972. Nach dem Ende der Biographie. Lukas Verlag, Berlin 2000, ISBN 3-931836-40-1, S. 75–89.

## Anmerkung
1. ↑  
Das Werk wurde im Auftrag des Bayerischen Rundfunks geschrieben, jedoch dort nicht produziert (Wagner, S. 225, linke Spalte, 4. Z.v.o.).